# Miki Serra
Miki Serra (8 de mayo de 1972, Palma de Mallorca, Islas Baleares) es un cantante y compositor español de rock alternativo.
Se dio a conocer como cantante y compositor del grupo Sexy Sadie con los que grabó  los LP “Draining your brain” (1994) y “Onion Soup” (1996). Sus primeras composiciones son en inglés y en ellas se reconocen las influencias de “Pixies” y “The Beatles” que, según el mismo cuenta, fueron la razón por la que compró su primera guitarra. En esta primera etapa de Sexy Sadie Miki compartía composiciones y responsabilidad delante del micro con Jaime García Soriano. 
El LP “Onion Soup” fue utilizado casi en su totalidad como banda sonora para la película “Killer Barbies” de Jess Franco, a quien acompañaron a Estados Unidos para poner música a la presentación de la película. 
Tras dejar Sexy Sadie tomó el nombre de Plastic Face para presentar su LP “Breakfast Time” (2003). Como queda claro para los seguidores de Sexy Sadie, el nombre de la banda está sacado de la canción con el mismo nombre incluida en el primer álbum de los mallorquines. La grabación del disco se realizó en octubre de 2001 en los estudios Little Eye (Palma de Mallorca) por Angelo Borrás (guitarrista y productor de Sunflowers). Para la misma se rodeó de grandes músicos como Toni Toledo, compañero en Sexy Sadie (Batería); Paco Loco de Australian Blonde (guitarra); Xisco Juan del Diablo en el Ojo (bajo); Xavier Escutia, de Los Valendas (coros) y Mané Capilla de Sunflowers (percusiones). Posteriormente el propio Paco Loco lo mezcló en sus estudios y fue masterizado en Boston (USA) por Jeff Lipton. Pero como el mismo Miki dijo “Plastic Face fue creado para durar poco tiempo, un disco a lo sumo, con su presentación en contadas ocasiones en algunas salas y festivales. Plastic Face nació con fecha de caducidad”.
Más tarde formó Post con los que grabó el LP “No Sleep” (2007), ya con alguna canción en castellano. Un grupo que mereció tener más repercusión y en el que Miki cambiaba de compañeros de viaje juntándose en esta ocasión, para la grabación, con Miquel Puigserver a la guitarra, Biel Mavet a la batería y Juanjo Tomás al bajo. Este trabajo se grabó en los estudios Urban de Palma con Rafa Rigo a los mandos.
En 2011, debuta en solitario como Miki Serra grabando el mini LP Relatos Cortos parte I. Se trata de una recopilación de pequeñas historias en formato indie, en el que Miki Serra busca transportar al oyente a un mundo paralelo que complementa al mundo real. “Este mundo paralelo, más onírico y extremo, me dan las claves para entender el mundo real” explica Miki. 
Las composiciones de “Relatos Cortos parte I” son completamente en castellano y para su grabación se rodea de sus compañeros en los primeros años de Sexy Sadie: José Luis Sampol (bajo), Toni Toledo (batería) y Jaime García (guitarra y producción). El disco fue grabado también en los estudios Urban de Rafa Rigo y para su presentación en directo Miki se haría acompañar también de su amigo Jaime Torres de Amarillo a la guitarra. La edición física, alejado de todo lo relacionado con la industria musical del momento,  fue autoeditada, con descarga gratuita de mp3 y licencia de Creative Commons.
En su último trabajo, Relatos Cortos 2, Miki cierra el círculo y nos lleva a las entrañas de este mundo paralelo donde todo cobra sentido. Le acompañan para presentar “Relatos Cortos 2” José Luis Sampol (Sexy Sadie) al bajo, Jaime Torres (Amarillo) a la guitarra y Sergi Bortuzzo (Amarillo) a la batería. 
“Relatos Cortos 2” se grabó durante el verano de 2015 en los estudios “The Stratoscope” de Antoni Noguera y la producción la llevó a cabo Jaime G. Soriano. Hay Zeelen se encargó de la masterización. El disco fue publicado por Espora Records y vio la luz el 1 de enero de un 2016, año en el que volvimos a ver a Miki Serra encima de los escenarios tras cuatro años de parón.

## Discografía
- 1994 Sexy Sadie - Draining Your Brain
- 1996 Sexy Sadie - Onion Soup
- 2003 Plastic Face - Breakfast Time
- 2007 Post - No sleep
- 2011 Miki Serra - Relatos Cortos parte I
- 2016 Miki Serra - Relatos Cortos 2